# Kollafjørður (fjord)
A Kollafjørður egy fjord Feröer Streymoy nevű szigetén. A sziget keleti partjának közepén mélyen benyúlik a sziget belsejébe. Partján terül el az azonos nevű település.

## Közlekedés
A tervek szerint a fjordban egy új kikötőt alakítanak majd ki, ami a Tórshavni kikötőtől átveszi a fő konténer- és teherkikötő szerepét, míg a személyforgalom a fővárosban maradna.